# Ebetsu

Ebetsu (江別市 Ebetsu-shi?) este un municipiu din Japonia, prefectura Hokkaidō, subprefectura Ishikari.